# Marisa Matias
Marisa Isabel dos Santos Matias (Coïmbra, 20 de febrer de 1976) és una sociòloga i política portuguesa, del partit Bloc d'Esquerra. És eurodiputada al Parlament Europeu des de 2009, pel grup GUE-NGL.

## Trajectòria
Va estudiar sociologia a la Universitat de Coïmbra i es va doctorar a la mateixa universitat amb la tesi "A natureza farta de nós? Saúde, ambient i novas formas de cidadania" (2009) i és investigadora del seu Centre d'Estudis Socials (CES) des de 2004. És membre de la taula nacional de Bloc d'Esquerra i de la seva comissió política.
El 2005 va ser el cap de llista de la candidatura del Bloco a les eleccions municipals de Coïmbra. Des de 2009 és eurodiputada al Parlament Europeu pel grup GUE-NGL, resultant reelegida en 2014.
Va ser candidata a les eleccions presidencials de Portugal de 2016, quedant en tercera posició amb 469.307 vots (10,13%).